# جون ألان (لاعب كرة قدم مواليد 1931)
يوحنا ألان (بالإنجليزية: John Allan)‏ (1 يناير 1931 بإستيرلينغ في المملكة المتحدة - 1 يناير 2003) هو لاعب كرة قدم بريطاني في مركز الهجوم. لعب مع دونفرملين أثلتيك ونادي أبردين ونادي بريتشين سيتي ونادي هاليفاكس تاون ونادي لانارك الثالث ونادي ويموث ونادي برادفورد بارك أفنيو.

## وصلات خارجية
- جون ألان على موقع قاعدة بيانات كرة القدم.إي يو (الإنجليزية)
- جون ألان على موقع قاعدة بيانات كرة القدم.إي يو (الإنجليزية)
- جون ألان على موقع قاعدة بيانات كرة القدم.إي يو (الإنجليزية)